# Sant'Andrea di Suasa
Sant'Andrea di Suasa, è una frazione di Mondavio in provincia di Pesaro Urbino. Il borgo-castello sorge a 265 metri s.l.m., dista 23 km dalla costa adriatica e si sviluppa lungo il crinale di un'ampia collina sul lato nord del fiume Cesano. Si caratterizza per il possente circuito murario ancora integro con un unico arco.

## Territorio

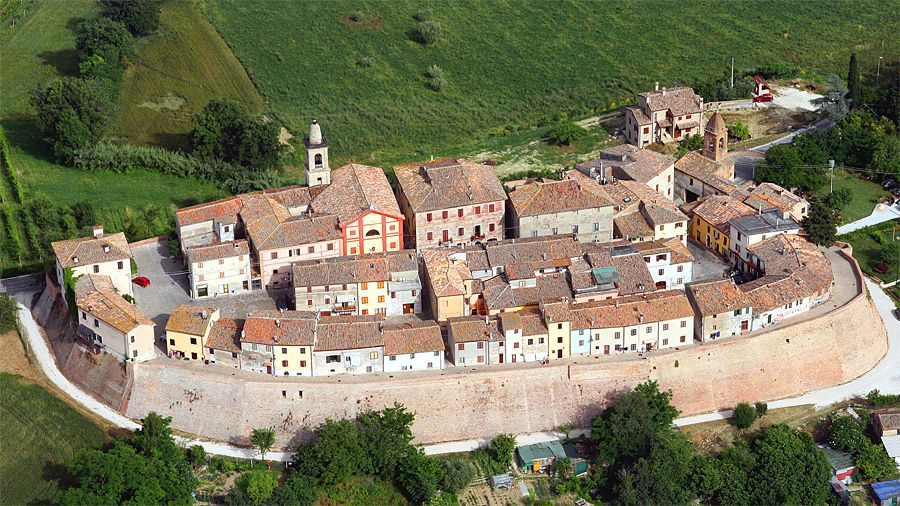
Foto aerea di Sant'Andrea di Suasa

Il borgo si trova nell'entroterra marchigiano, e più precisamente nella valle del Cesano che si divide tra la provincia di Ancona e quella di Pesaro e Urbino, inserendosi in un contesto paesaggistico collinare ricco di mete turistiche internazionali. A pochi kilometri si trovano centri di interesse storico e architettonico per la presenza di borghi, abbazie e castelli arroccati, tra cui Mondavio, Corinaldo, Pergola e Mondolfo eletti tra i Borghi più Belli d'Italia e molti altri.
Inoltre a meno di 50 km si trovano anche Urbino, Jesi, le grotte di Frasassi, Senigallia e la costa del Conero.
Nella valle del Cesano si produce il salame di Frattula, la Cipolla di Suasa e molti vini DOC: Verdicchio dei Castelli di Jesi DOC, il Rosso Conero DOC, il Bianchello del Metauro DOC, Colli Pesaresi DOC e il Pergola DOC oltre che il Marche IGT.
Il territorio comunale (Mondavio) è premiato bandiera arancione per qualità turistico-ambientale dal Touring Club Italiano.

## Storia
Le origini del castello di Sant'Andrea di Suasa sono legate a Suasa, insediamento di possibile fondazione greca o etrusca, poi certamente occupata dai Galli Senoni e infine diventata municipium Romano. In seguito alla distruzione di Suasa da parte di Alarico, re dei Visigoti nel 409 dC, la sua popolazione si spinse sui colli circostanti fondando diversi centri abitati fortificati, poi divenuti borghi o comuni. Ancora oggi Sant'Andrea e Castellone conservano il toponimo "di Suasa" in onore della città che li ha generati.
Lo sviluppo urbanistico di Sant'Andrea di Suasa si deve all'avvento del cristianesimo e in particolare con l'arrivo dei monaci benedettini, che prima fondarono il vicino monastero di San Lorenzo in Campo e disboscarono e coltivavano l'intera valle del Cesano riportando ordine e prosperità al territorio vittima delle invasioni dei popoli germanici. Il monastero di S. Andrea viene citato, insieme a quello di S. Lorenzo, la prima volta nel "Codice Bavaro papiraceo" del IX secolo, mentre si attribuisce alla seconda metà del X secolo la nascita di "Castrum Sancti Andreae". Infatti la costruzione delle mura è attribuibile a circa all'anno 1100, erette dai monaci per far fronte alle continue guerre tra impero centrale e stato pontificio che seguirono la morte di Carlo Magno.

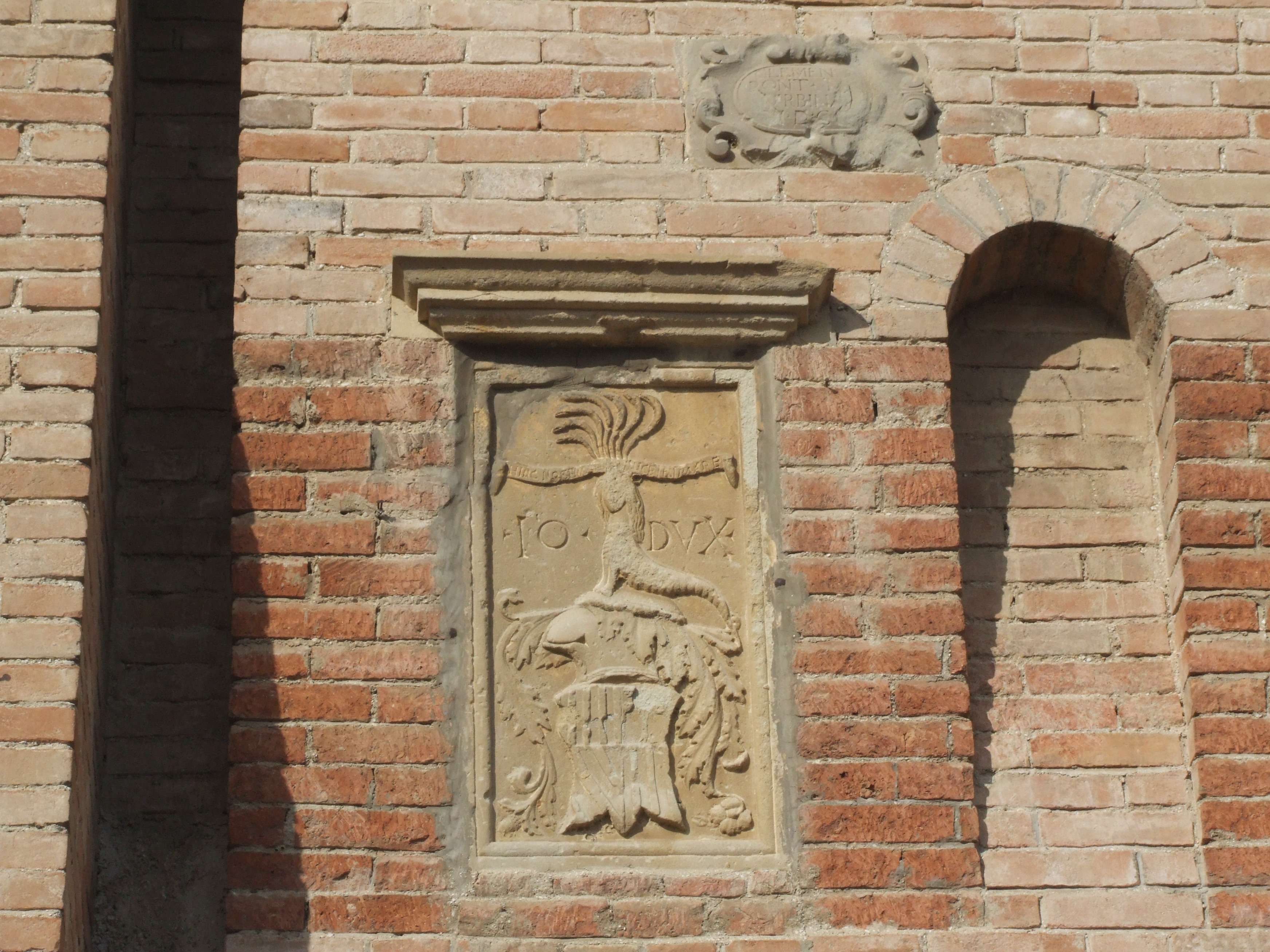
Stemma di Giovanni Della Rovere all'ingresso del castello.

La prima chiesa venne eretta dai monaci benedettini e, benché dedicata a S. Maria della Neve, veniva chiamata "Chiesa della Penna" perché costruita sulla parte più alta del castello. Questa chiesa, che ospitava anche una cripta, fu definitivamente abbattuta nel 1920.
Nel 1150 Sant'Andrea era abbastanza autonomo tanto da avere un Priore e un Notaro, ma in un documento che fino al 1645 si trovava nell'archivio del Monastero di San Lorenzo, ricordato anche da 
Annibale degli Abati Olivieri, nei suoi inediti "Spogli d'Archivio" conservato nell'archivio di Stato di Firenze, si trova un istrumento di donazione in cartapecora redatto il giorno otto maggio 1193, per mano di un certo Orazio "Notaro di S. Andrea nella Contea di Fano". Si può quindi dedurre che in quel periodo Sant'Andrea ricadesse nella giurisdizione della contea di Fano.
Nel 1303 la città di Fano e il vicino Vicariato di Mondavio vennero occupati da Pandolfo Malatesta e Ferrantino Malatesta. Nel 1316 Sant'Andrea fu occupato dalle truppe di Fabriano in marcia contro Senigallia, mentre nel 1322 il territorio entra nella sfera del pontefice Giovanni XXII per poi tornare nel 1343 nuovamente nella dominazione malatestiana con Galeotto Malatesta.
Nel 1463 il castello rischia di essere distrutto quando entra a fare parte del dominio del duca Giovanni Della Rovere. Dopo una occupazione nel 1498 di Cesare Borgia torna alla famiglia Della Rovere nel 1508 tramite l'eredità di Guidobaldo da Montefeltro. Il comune di Sant'Andrea di Suasa giurò fedeltà il giorno otto Novembre del 1520. Nel 1631 il ducato di Urbino viene devoluto alla Santa Sede e Sant'Andrea di Suasa entrò a far parte della Legazione di Urbino e Pesaro.
Intorno al 1500 nel comune viene creato un ospedale e viene iniziata la costruzione della nuova chiesa "Parrocchiale di Sant'Andrea", inaugurata solo nel 1612. A partire dal 1597 viene tenuta traccia di tutti i comandanti militari a cui è affidata la difesa del castello.
Con l'Unità d'Italia entrò ufficialmente a far parte della provincia di Pesaro e Urbino. Nel 1869 il comune di Sant'Andrea di Suasa venne soppresso e costituito frazione del comune di Mondavio.

## Luoghi d'interesse
- Castello di Sant'Andrea

### Le chiese
- Chiesa Parrocchiale di Sant'Andrea

## Manifestazioni folkloristiche
- Festa del Nino